# 장 오렐
장 오렐(Jean Aurel, 1925년 11월 6일 ~ 1996년 8월 24일)은 프랑스의 영화 감독, 각본가, 영화배우이다.
파리에서 사망하였다.

## 영화
- 신나는 일요일 (1983년)
- 이웃집 여인 (1981년)
- 사랑의 도피 (1979년)
- 리빙 투게더 (1973년)
- 마농 (1968년)
- 제멋대로 하면서 (1961년)
- 구멍 (1960년)
- 릴라의 문 (1957년)
- 당신 미안해요 (1957년)